# 20.ª División Panzer
La 20.ª División Panzer se formó el 15 de octubre de 1940 en Erfurt, Alemania. Siguiendo los planes de Adolf Hitler encaminados a duplicar el número de divisiones Panzer; para tal fin, a la 19.ª División de Infantería y otras unidades, se les sustrajo hombres y equipo, con el fin de conformar la 20.ª División Panzer. Esta división estaba acuartelada en Gotha y estaba conformada principalmente por pobladores de Hesse. Luchó únicamente contra la Unión Soviética entre junio de 1941 y mayo de 1945.

## Historial de operaciones
La primera acción de combate la realizó siendo parte del Grupo de Ejércitos Centro participando en las fases preliminares de la Operación Barbarroja, permaneciendo en el frente de ataque durante los avances sobre Minsk, Smolensk y como parte de la Batalla de Moscú. Luego de estas acciones, permaneció en el frente central hasta julio de 1943. Durante la batalla de Kursk, hizo parte de la avanzada por el norte comandada por Walter Model. Miembros de la 20.ª División estuvieron involucrados en la desactivación de minas antitanque en las noches de 4 y 5 de julio de 1943, como también de la primera oleada de ataques en la mañana siguiente. El resto de 1943 se desplegaron en una larga retirada entre Orel, Gomel, Orsha y Vitebsk.
A principios de 1944, junto con las tropas alemanas remanentes en el Frente Oriental, la 20.ª División Panzer enfrentó una intensa lucha defensiva invernal en las áreas de Polotsk, Vitebsk y Bobruisk. En mayo, fueron trasladados al sector sur del frente para participar en operaciones en el sector de Cholm. Al sufrir grandes pérdidas durante la Operación Bagration por parte del Ejército Rojo, la división fue enviada a Rumania para reabastecerse en agosto de 1944. En octubre de 1944, la división fue movilizada a Prusia Oriental y después a Hungría en diciembre. Entonces hizo una retirada defensiva a través de Breslau, Schweinitz y Neisse en Silesia (actualmente parte de Polonia). Luego fue transferida a Görlitz (al oriente de Dresde sobre la frontera con Polonia). El 19 de abril de 1945, la división se vio involucrada en una contraofensiva al occidente de Görlitz en dirección a Niesky, pero fue rechazada tres días después, retirándose hacia el occidente. Un nuevo contraataque en el área de Bautzen, fue efectivo, aliviando la guarnición local a costa de grandes pérdidas para las tropas soviéticas. 
Para el 26 de abril de 1945, la división fue apostada al noreste de Dresde, sin embargo, el 6 de mayo fue obligada a retirarse al sur pasando la frontera con Checoslovaquia. Algunos componentes de la división se rindieron a los soviéticos cerca a Teplice-Sanov (noreste de Praga), mientras el resto se rindió a los estadounidenses en Rokycany, (entre Praga y Plzeň); pero fueron entregados rápidamente a los soviéticos. 27 soldados de la 20.ª División Panzer fueron laureados con la Cruz de Caballero.

## Unidades principales
Regimiento Panzer 21; Regimiento Panzergrenadier 59, 112; Batallón Panzer Flak 20; Regimiento Panzer de Artillería 92

### 1941
- Brigada Schützen 20
  - Regimiento Schützen 59
    - Batallón Schützen I
    - Batallón Schützen II

  - Regimiento Schützen 112
    - Batallón Schützen I
    - Batallón Schützen II

  - Batallón Kradschützen 20
- Regimiento Panzer 21
  - Panzer-Abteilung I
  - Panzer-Abteilung II
  - Panzer-Abteilung III
- Regimiento de Artillería 92
  - Artillerie-Abteilung I
  - Artillerie-Abteilung II
  - Artillerie-Abteilung III
- Aufklärungs-Abteilung 20
- Panzerjäger-Abteilung 92
- Batallón Pionier 92
- Nachrichten-Abteilung 92

### 1942
- Regimiento Panzergrenadier 59
  - Batallón Panzergrenadier I
  - Batallón Panzergrenadier II
- Regimiento Panzergrenadier 112
  - Batallón Panzergrenadier I
  - Batallón Panzergrenadier II
- Panzer-Regiment 21
  - Panzer-Abteilung I
  - Panzer-Abteilung II
- Regimiento Panzer de Artillería 92
  - Panzer-Artillerie-Abteilung I
  - Panzer-Artillerie-Abteilung II
  - Panzer-Artillerie-Abteilung III
- Panzer-Aufklärungs-Abteilung 20
- Heeres-Flak-Artillerie-Abteilung 295
- Panzerjäger-Abteilung 92
- Panzer-Pionier-Battalion 92
- Panzer-Nachrichten-Abteilung 92

## Comandantes
- Generalleutnant Horst Stumpff, 13 de noviembre de 1940 - 10 de septiembre de 1941
- Oberst Georg von Bismarck, 10 de septiembre de 1941 - 13 de octubre de 1941
- Generalmajor Wilhelm Ritter von Thoma, 14 de octubre de 1941- 30 de junio de 1942
- Generalmajor Walter Düvert, 1 de julio de 1942 - 10 de octubre de 1942
- Oberst Heinrich Freiherr von Lüttwitz, 10 de octubre de 1942 - 30 de noviembre de 1942
- Generalmajor Heinrich Freiherr von Lüttwitz, 1 de diciembre de 1942 - 11 de mayo de 1943
- Generalleutnant Mortimer von Kessel, 12 de mayo de 1943 - 1 de enero de 1944
- Oberst Werner Marcks, 1 de enero de 1944 - 1 de febrero de 1944
- Generalleutnant Mortimer von Kessel, 2 de febrero de 1944 - 5 de noviembre de 1944
- Oberst Hermann von Oppeln-Bronikowski, 6 de noviembre de 1944 - 31 de diciembre de 1944
- Generalmajor Hermann von Oppeln-Bronikowski, 1 de enero de 1945 - 8 de mayo de 1945